# Arzhang Davoodi
Arzhang Davoodi (10 ottobre 1953) è un insegnante e attivista iraniano, imprigionato dalle autorità iraniane dal 2003.

## Biografia
Laureato in ingegneria meccanica e gestione industriale all’Università del Texas, viene arrestato nell'ottobre 2003 per aver criticato la condizione dei diritti umani in Iran nel documentario Forbidden Iran (con particolare focus sulla morte in carcere di Zahra Kazemi).
Nel 2014 Amnesty International riporta la nuova condanna per "inimicizia contro Dio", inflitta dopo 11 anni di prigione, che comporta spesso l'esecuzione capitale.
Impossibilitato a difendersi equamente durante il processo, è vittima di torture fisiche in carcere: ha perso l'occhio sinistro.